# Jean-Jacques Renouard de Villayer
Pour les articles homonymes, voir Renouard.
Jean-Jacques de Renouard, comte de Villayer, né le 24 juin 1607 à Nantes et mort le 5 mars 1691 à Paris, est le doyen des conseillers d'État sous l'Ancien Régime. Il fut élu à l'Académie française en 1659, en remplacement d'Abel Servien.

## Biographie
Jean-Jacques Renouard de Villayer est le fils de Guy de Renouard, seigneur de Longlée, de Rivière et de Villayer, conseiller-maître en la Chambre des comptes de Bretagne, et de Françoise de Becdelièvre.
Conseiller au parlement de Bretagne, puis au parlement de Paris en 1632, maître des Requêtes en février 1636, il devient intendant de la généralité d'Orléans en 1639, puis de celle de Tours en 1641.
En 1650, la communication par écrit entre les Parisiens est impossible, malgré les quelques bureaux de poste qui fonctionnent déjà dans la capitale. Membre du conseil d'État, Renouard de Villayer résout le problème en créant en 1653 la « petite poste » et, surtout, en mettant en place la boîte aux lettres, qu'il fait installer dans les principales rues de Paris, et les premiers « facteurs » parisiens. Le nombre de ces boîtes murales dans la ville ne cesse par la suite de croître, avant de s'étendre sur la plupart des villes françaises.
Quant à la distribution du courrier intra-muros avec le paiement du port par l’expéditeur, il obtient de Louis XIV le privilège de créer ce service postal « pour ceux qui s’en voudraient servir, le transport des lettres d’un quartier de Paris à un autre » (ordonnance du 17 juin 1653). Le système était original mais, sans que les véritables raisons en soient connues par l’Histoire, l’expérience fut un échec.
Six ans après cette invention, il entre à l'Académie française et meurt le 5 mars 1691, sans y laisser un grand souvenir, bien qu'il reste le seul académicien nantais de l'histoire. Il était doyen des conseillers d'État en 1682.

## Citations à son propos
- « On n'a rien vu de lui par écrit qui puisse faire juger de l’étendue de son esprit et de la force ou de la faiblesse de son style. » (Chapelain)
- « Je vois par les registres de l'Académie, qu'il lui marqua beaucoup de zèle dans la triste affaire de Furetière. C'est le seul endroit par où il me soit connu. » (D'Olivet)

Or, le marquis de Dangeau, célèbre pour son Journal où il décrit la vie à la cour de Versailles à la fin du règne de Louis XIV, y mentionne, à la date du 5 mars 1691, la mort de M. de Villayer, doyen du Conseil et l’un des quarante de l’Académie française.
Mention de l'invention de l'ascenseur :
Et Saint-Simon ajoute en note : « ...C’est lui aussi qui a inventé ces chaises volantes qui, par des contrepoids, montent et descendent seules entre deux murs à l’étage qu’on veut, en s’asseyant dedans par le seul poids du corps et s’arrêtant où l’on veut. M. le Prince s’en est fort servi à Paris et à Chantilly. Mme la Duchesse, sa belle-fille et fille du Roi, en voulut avoir une de même pour son entresol à Versailles et voulant y monter un soir, la machine manqua et s’arrêta à mi-chemin en sorte qu’avant qu’on pût l’entendre et la secourir en rampant le mur, elle y demeura bien trois bonnes heures engagée.